# 壯體真鮡
壯體真鮡，為輻鰭魚綱鯰形目鮡科的其中一種，為熱帶淡水魚類，分布於亞洲巴基斯坦、印度及孟加拉淡水流域，體長可達9.8公分，棲息在底層水域，生活習性不明。

## 扩展阅读
維基物種上的相關：壯體真鮡